# Dioècia

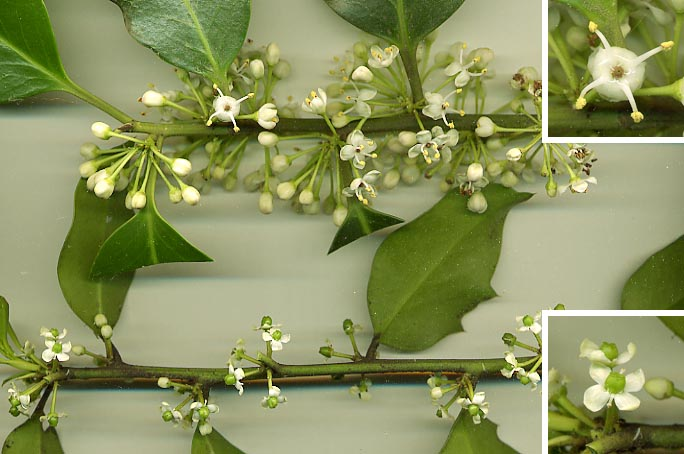
El grèvol (Ilex aquifolium) és una planta dioica: (a dalt) brot amb flors del peu masculí; (dalt a la dreta) flor masculina augmentada que mostra estams amb pol·len i un estigma petit i estèril; (a sota) brot amb flors d'una planta femella; (sota a la dreta) flor femella augmentada que mostra l'estigma i uns estams petits sense pol·len i estèrils

La dioècia (del grec: dues cases) és la disposició dels òrgans reproductors de les plantes anomenades dioiques en individus amb flors d'un sol sexe.
Així, hi haurà peus de la mateixa espècie estrictament masculins (amb només estams) i peus estrictament femenins (amb només pistils).
En la pràctica, la separació sexual, però, no és tan estricta, car les flors masculines solen tenir un pistil rudimentari que no és funcional.

## Variants de la dioècia en poblacions de plantes
- l'androdioècia amb coexistència de peus amb flors mascles i peus amb flors hermafrodites (completes),
- la ginodioècia amb coexistència de peus amb flor femella i peus amb flors hermafrodites,
- la trioècia amb coexistència de peus amb flor femella, peus amb flor masculina i peus amb flor hermafrodita.

## Evolució i extensió de la dioècia
Es creu que totes les plantes angiospermes provenen d'un antecedent comú hermafrodita i que la dioècia és un grau molt elevat d'evolució. Actualment, el 70% de les plantes són hermafrodites i només un 5% són dioiques. En el cas de plantes en què els fruits són dispersats per ocells, la dioècia sembla un avantatge evolutiu en concentrar l'atenció de les aus en els peus femella que són els únics que porten fruit.

## Algunes plantes dioiques
- Llúpol (Humulus lupulus L.)
- Ortiga (Urtica dioica L.)
- Grèvol (Ilex aquifolium L.)
- Pistatxers (Pistacia sp. L.)
- Kiwi (Actinidia chinensis Planch.)
- Cànem (Cannabis sativa L.)